# Zuni Pueblo (Nuevo México)
Zuni Pueblo es un lugar designado por el censo ubicado en el condado de McKinley en el estado estadounidense de Nuevo México. En el Censo de 2010 tenía una población de 6302 habitantes y una densidad poblacional de 275 personas por km².

## Geografía
Zuni Pueblo se encuentra ubicado en las coordenadas 35°4′15″N 108°50′54″O / 35.07083, -108.84833. Según la Oficina del Censo de los Estados Unidos, Zuni Pueblo tiene una superficie total de 22.92 km², de la cual 22.92 km² corresponden a tierra firme y (0%) 0 km² es agua.

## Demografía
Según el censo de 2010, había 6302 personas residiendo en Zuni Pueblo. La densidad de población era de 275 hab./km². De los 6302 habitantes, Zuni Pueblo estaba compuesto por el 1.14% blancos, el 0.1% eran afroamericanos, el 97.14% eran amerindios, el 0.25% eran asiáticos, el 0.02% eran isleños del Pacífico, el 0.38% eran de otras razas y el 0.97% pertenecían a dos o más razas. Del total de la población el 2.6% eran hispanos o latinos de cualquier raza.